# Paladins
Paladins, (Paladins: Champions of the Realm) és un videojoc de trets gratuït principalment en primera persona. Aquest videojoc ha estat creat per la desenvolupadora de videojocs Hi-Rez Studios.
Aquest és un videojoc de multijugador en línia en camp de batalla (MOBA) que va sortir el 17 de novembre de 2015, però va estrenar la seva versió beta per a ordinadors el dia 16 de setembre de 2016. El joc va ser compatible per a PlayStation4 i Xbox One el 3 de maig de 2017.

## Jugabilitat[1]

### Campions-Rols
En el joc hi han diferent tipus de personatges, aquests s'anomenen "Campions", cadascun d'aquests té una funció diferent dins de la partida. Els diferents rols són els següents: Primera línia, Flanc, Dany i Suport. És molt important durant la partida que els jugadors es posin d'acord amb l'elecció de personatges, ja que en ser un MOBA és molt important l'estratègia i el joc en equip, que cada jugador compleixi amb la seva funció per a aconseguir la victòria.

#### Primera línia
Aquests campions són els que s'encarreguen de protegir els aliats del foc enemic. Es caracteritzen per tenir molts punts de salut, habilitats que proporcionen escuts protectors, però poca mobilitat. Sobretot s'utilitzen per a capturar el punt central del mapa i dificultar la accesibilitat al equip enemic.
Campions de primera línia:
- Ruckus
- Fernando
- Barik
- Makoa
- Torvald
- Inara
- Ash
- Terminus

#### Flanc
Els campions de flanc tenen la funció d'anar pels laterals del mapa, intentant eliminar els jugadors claus de l'altre equip, principalment els que es caracteritzen per tenir poca vida, com els de suport o els mateixos flancs enemics. Aquest campions es diferencien per tenir molta mobilitat, força dany, però pocs punts de salut. Per aquest motiu la majoria tenen dos o més habilitats per a infringir dany i una que ajuda en el desplaçament o en el sigil.
Campions de flanc:
- Skye
- Evie
- Buck
- Androxus
- Maeve
- Lex
- Zhin
- Talus
- Koga

#### Dany
La funcio d'aquests campions és la de infringir el màxim de dany a l'equip enemic. Acostumen a estar darrere dels jugadors de primera línia, ja que poden disparar a molta distància. Dintre d'aquest rol hi ha força varietat de personatges. Hi ha franctiradors que disparen a molta distància i tenen molt dany, però poca cadència. També hi ha jugadors més aviat d'infanteria que causen molt dany, però les seves armes tenen poc abast. Aquests campions es caracteritzen per tenir atacs que causen molt dany, també cada campió té una habilitat de dany en àrea.
Campions de dany:
- Cassie
- Kinessa
- Drogoz
- Bomb King
- Viktor
- Sha Lin
- Tyra
- Willo
- Lian
- Strix
- Vivian
- Imani
- Dredge

#### Suport
Els campions de suport es caracteritzen per poder curar als membres de l'equip aliat. Aquests tenen una funció molt important en la partida, ja que sobretot el seu paper es utilitzar habilitats curatives per a fer més complicat al equip rival noquejar els campions de primera línia. Per això aquests campions conten amb habilitats de curació i alguna habilitat per a relentir o immobilitzar els enemics, així la resta de campions aliats tenen un blanc més fàcil a l'hora de disparar.
Campions de suport:
- Pip
- Grohk
- Grover
- Ying
- Mal'damba
- Seris
- Jenos
- Furia

### Modes de joc

#### Setge
Aquest mode de joc és el més jugat de Paladins, consisteix en capturar el punt central marcat en el mapa. Si això s'aconsegueix s'ha d'acompanyar i protegir fins a la base enemiga. Cada objectiu atorga un punt, s'han d'aconseguir quatre per a assegurar la victòria, ja que aquest mode de joc es juga al millor de set.

#### Càrrega explosiva
En aquest mode de joc un dels equips ha d'empenyer una càrrega plena d'explosius per unes vies de ferrocarril. El que ha d'aconseguir aquest equip és que la càrrega arribi el més lluny possible. Per altra banda l'equip enemic ha d'intentar que això no sigui així, mantenint l'equip rival lluny de la càrrega, intentant que aquesta no avanci. Quan l'equip atacant està sol amb la càrrega, aquesta avança. Si estan els dos junts, aquesta es queda quieta i quan només hi ha l'equip defensor aquesta retrocedeix. Si una càrrega arriba fins a un punt concret encara que l'equip defensor la faci retrocedir el progrés es guardarà. Al final de cada ronda es canvien els rols, l'equip que hagi acompanyat la càrrega més lluny es proclamarà vencedor.

#### Matança
Aquest mode de joc ha reemplaçat a “supervivència” un mode de joc que consistia en sobreviure al màxim, ja que cada jugador disposava només d'una vida, la qual cosa feia que els jugador anéssin més amb compte amb la seva salut i posició. Però aquest nou mode consisteix en un punt central en el mapa on els jugadors han d'estar el màxim de temps possible. Per cada segon que un jugador està sol al punt central del mapa se li atorguen 2 punts, per cada eliminació a un rival se li atorguen 5 punts. El primer en arribar als 400 serà el guanyador.

#### Co-op
Un equip competeix contra un equip de IA en cinc contra cinc. L'equip de IA disposa de habilitats millorades: més salut i velocitat. Dins d'aquest mode de joc se'n poden jugar de diferents (setge o matança), ja que va canviant a cada partida.

#### Entrenament
Dins d'aquest mode de joc pots jugar a qualsevol altre, però amb IA de nivell baix. Són tots el modes de joc amb dificultat molt baixa per a poder probar els diferents campions sense estar en la dificultat d'una batalla real. Dins d'aquest mode a més n'hi han dos d'extres, el primer és “camp de tir” el qual serveix per a probar les armes i habilitats dels campions amb tranquil·litat, disparant a dianes i sense cap típus d'enemic ofensiu. L'altre mode disponible és el mode de “tutorial” el qual serveix per a aprendre els controls bàsics del joc, per així poder jugar en una batalla controlant millor el teu campió.

### Competitiu
En el competitiu de Paladins es juga el mode de joc setge, la diferència en el mode de joc normal de setge és que els jugadors han d'escollir els seus personatges d'un amb un i aquests no poden estar repetits en els diferents equips, cada jugador ha de utilitzar un personatge diferent. Per a desbloquejar el competitiu has de ser com a mínim nivell quinze i has de tenir com a mínim 12 campions al nivell 4. Quan es comença a jugar aquest mode de joc s‘han de fer quinze partides de posicionament que determinen el teu rang de competitiu. Una vegada fetes aquestes quinze partides si segueixes jugant pots pujar o baixar el teu rang, depenen de la proporció de derrotes i victòries. Per a ser promocionat a una divisió de rang superior has d'aconseguir punts de triomf (PT) una vegada que guanyis 100 PT seràs promocionat a la pròxima divisió. A mesura que escales les diferents promocións se t’atorguen diferents premis, com “skins”, cofres i altres regals exclusius.

## PTS (Servidor de prova)
El servidor de prova de Paladins és un servidor privat que els desenvolupadors del joc han creat perquè usuaris puguin provar novetats que encara no han sortit al servidor oficial i pretenen aparèixer en un futur. D'aquesta manera la comunitat de paladins pot cooperar amb els desenvolupadors del joc i trobar errors o millores per a personatges, modes de joc… Així com rebre comentaris dels usuaris que poden ajudar a millorar la jugabilitat del videojoc en general.

## Paladins Strike[2]
Paladins Strike és una app per a mòbils creada per Hi-Rez Studios que consisteix en el mateix joc de Paladins, però per a telèfons mòbils. El joc encara s'està desenvolupant, però l'objectiu final és que encara que no tinguis una consola o un ordinador puguis jugar al joc. Volen crear el mateix joc disponible per a consoles i ordinadors que estigui disponible també per a mòbils i tauletes.